# Cascada de San Rafael
La cascada de San Rafael fue una cascada del río Coca en Sucumbíos y Napo, Ecuador. De 131 metros (429,8 pies) de altura, era la cascada más alta y poderosa del Ecuador y una atracción turística popular. Las cataratas estaban ubicadas en el límite oriental del Parque Nacional Cayambe Coca, en las estribaciones orientales de la Cordillera de los Andes a unos 170 kilómetros (105,6 mi) al este de Quito.
El 2 de febrero de 2020, las cataratas colapsaron en una enorme dolina detrás de la capa de dura roca volcánica que formaba su labio, creando un gran arco natural que cruza el río Coca. El arco natural también se derrumbó aproximadamente un año después, dejando un barranco abierto en el antiguo lugar de las cataratas. Durante su breve existencia, el arco natural pudo haber sido el más largo del mundo, superando al puente Xianren de China. La propia cascada retrocedió río arriba como resultado de una rápida erosión hacia arriba y desapareció a los pocos meses cuando el río talló un nuevo canal que descendía más gradualmente.
El colapso de las cataratas ha alterado significativamente el río Coca, con un nuevo cañón profundo que aparece aguas arriba de las cataratas anteriores y grandes volúmenes de sedimentos depositándose aguas abajo. La erosión aguas arriba destruyó varios puentes y oleoductos y, a partir de 2023, amenaza con socavar la presa Coca Codo Sinclair, que se construyó aguas arriba de las cataratas en 2016. Algunos investigadores creen que el aumento de la erosión como resultado de la presa que atrapa sedimentos aceleró el colapso de la cascada, aunque en un sentido geológico, el fenómeno probablemente habría ocurrido tarde o temprano en algún momento debido a la fuerza erosiva natural del río.

## Historia
La cascada de San Rafael se formó hace miles de años por escombros y flujos de lava del cercano volcán El Reventador, cuya caldera se encuentra a unos 9 kilómetros (5,6 mi) al oeste. Hace unos 19 000 años, una gran sección del lado oriental del volcán colapsó, provocando un masivo flujo de escombros de roca suelta y tierra hacia el valle del río Coca. Después de eso, el volcán entró en erupción y una 100 metros (328,1 pies) un espeso flujo de lava basáltica bloqueó el río Coca, formando una presa de lava altamente resistente a la erosión encima del depósito inicial del flujo de escombros. El embalse natural detrás de la presa finalmente se llenó con una mezcla de sedimentos fluviales y material volcánico adicional de El Reventador, mientras que el río se derramó sobre la barrera formando una cascada.

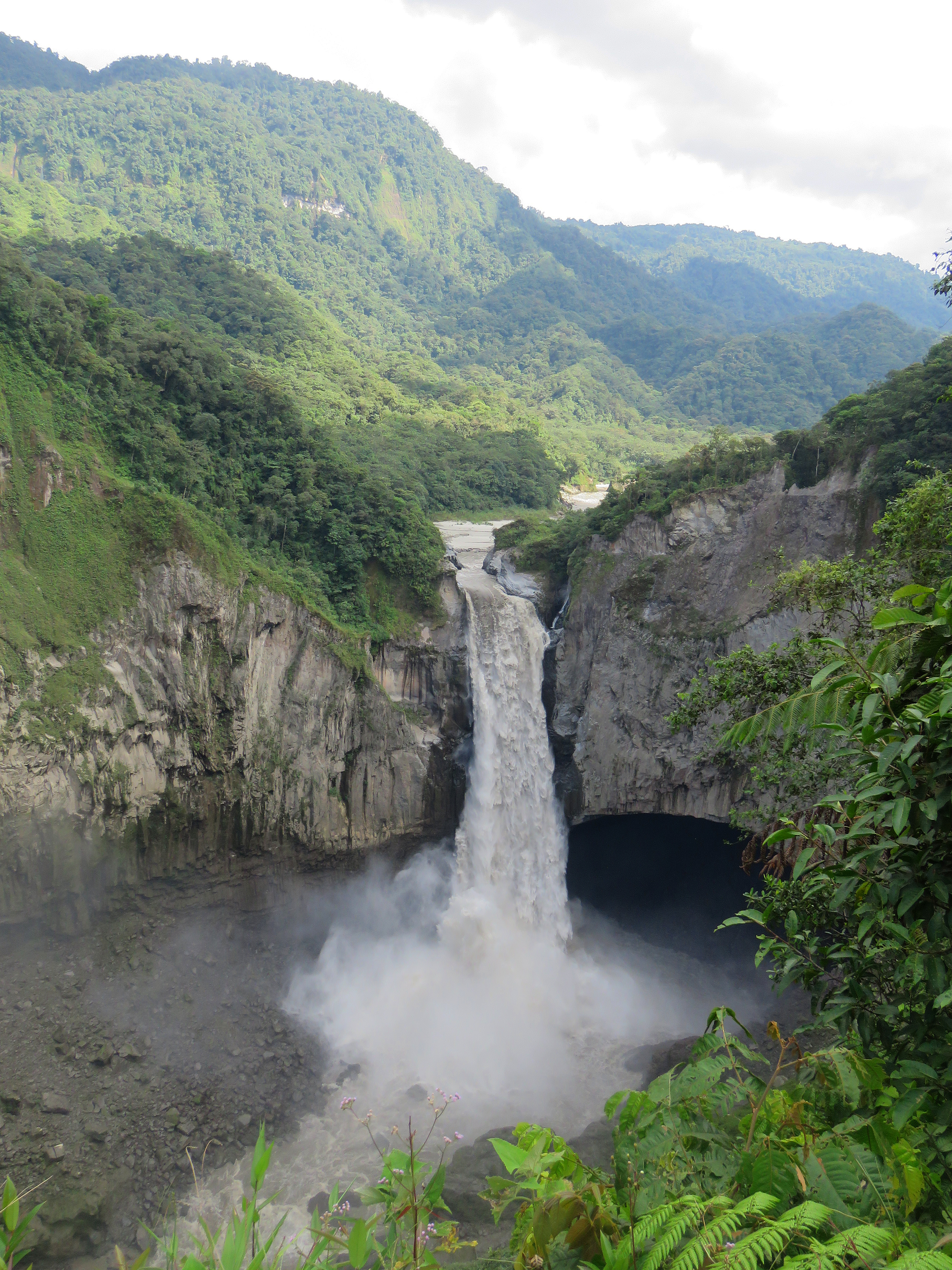
San Rafael en agosto de 2019, menos de un año antes del colapso.

El material del flujo de escombros aguas abajo de la presa de lava fue arrastrado, aumentando la caída a más de 130 metros (426,5 pies). Durante miles de años, la piscina de inmersión en la base de la cascada continuó expandiéndose, creando un gran precipicio sobresaliente y una caverna donde la dura capa de basalto descansaba sobre el material suelto que se encontraba debajo. En este punto, el punto de quiebre se volvió relativamente estable, con el basalto sobresaliente protegiendo el material suelto debajo de una mayor erosión aguas arriba. El área alrededor de El Reventador permanece tectónicamente activa. Un terremoto de marzo de 1987 provocó grandes flujos de escombros hacia el río Coca que llegaron hasta los saltos de San Rafael. Los flujos de escombros alcanzaron una profundidad estimada de 20 metros (65,6 pies) en las cataratas.
Antes del colapso, las cataratas eran una importante atracción turística de la zona. En 2019 unas 30 000 personas visitaron las cataratas. Se podía acceder a ellos mediante una caminata de aproximadamente treinta minutos desde la cercana Hostería El Reventador (unos 50 kilómetros (31,1 mi) por carretera al noreste de El Chaco) que llevaba a los visitantes a un mirador panorámico, «La Mirador», sobre las cataratas. Aunque estaban ubicadas cerca del Parque Nacional Cayambe-Coca, las cataratas en sí estaban en realidad en una pequeña reserva privada.
En 2010 se inició la construcción de la presa Coca Codo Sinclair de unos 19 kilómetros (11,8 mi) aguas arriba de la cascada. La planta hidroeléctrica de 1500 megavatios, la central eléctrica más grande de Ecuador, fue diseñada para desviar agua alrededor de un gran recodo del río Coca, utilizando la caída natural de la cascada y el río para generar energía. A pesar de crear una controversia significativa sobre sus impactos ecológicos y su potencial para reducir el flujo de la cascada, el proyecto se completó en 2016. Los desarrolladores de Coca Codo Sinclair se comprometieron a mantener un caudal mínimo de 22 metros cúbicos por segundo (776,9 cuft/s) sobre las cataratas, o aproximadamente una cuarta parte de su flujo típico de estación seca.
La cascada había estado experimentando cambios geomórficos notables desde la década de 1990, cuando cayó en dos etapas distintas: una cascada superior más pequeña seguida de una gran caída inferior. Aproximadamente en 2010, gran parte del labio inferior de las cataratas se había erosionado, acercando los dos niveles; en 2015 ese tramo se derrumbó por completo, y la cascada se convirtió en un único salto ininterrumpido.

## Colapso en 2020 e impactos
En junio de 2019, se formó un sumidero sobre las cataratas y se observó que emergía agua del fondo del acantilado, lo que sugiere que el agua se estaba filtrando a través del material suelto debajo de la presa de lava y, por lo tanto, evitando las cataratas. El 2 de febrero de 2020, el sumidero colapsó abruptamente, tragándose una gran parte del flujo del río Coca, que procedió a estallar por debajo de la presa de lava. Para el 6 de febrero, el material suelto restante debajo de la presa de lava había sido arrastrado y todo el volumen del río Coca fluyó debajo de ella, creando un enorme puente natural y eliminando efectivamente el punto de ruptura que representaba la cascada. Una nueva cascada apareció inmediatamente río arriba donde se había localizado el sumidero. El repentino rejuvenecimiento del río inició la erosión remontante de los sedimentos sueltos no consolidados en el lecho del río, lo que provocó que la cascada retrocediera rápidamente río arriba.

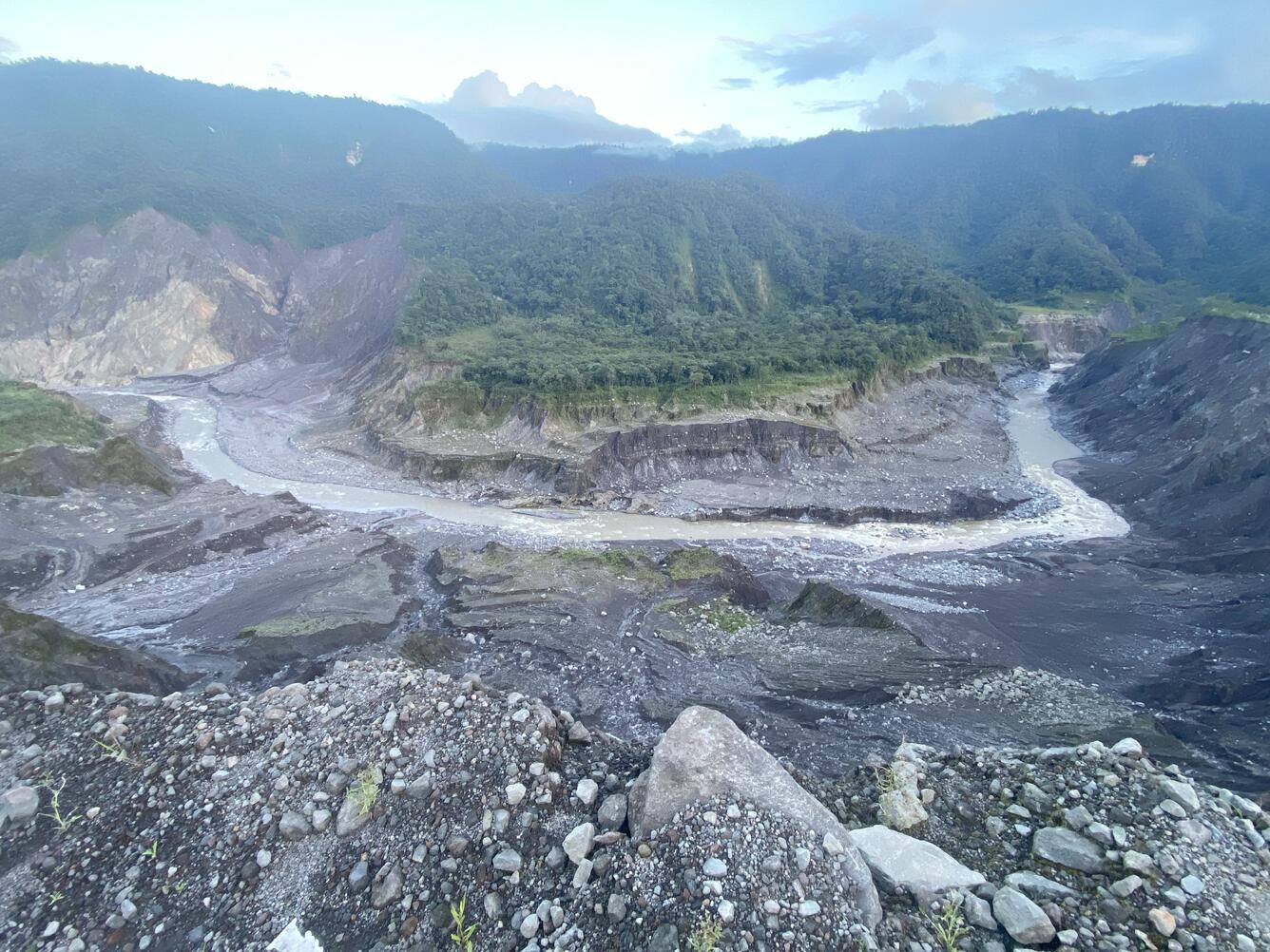
La erosión masiva ha dañado el paisaje aguas arriba de las cataratas.

En julio de 2020, cinco meses después del colapso inicial, la erosión había avanzado 3,8 kilómetros (2,4 mi) río arriba, formando un cañón 100 metros (328,1 pies) de profundidad en algunos lugares. A medida que el gradiente del río se igualó, las cascadas evolucionaron de una sola caída a múltiples caídas pequeñas y separadas y, finalmente, se redujeron a rápidos. El Ministerio de Energía de Ecuador comenzó a construir controles temporales de calidad en el río en un intento de frenar el ritmo de erosión. El puente natural se derrumbó aproximadamente un año después, en febrero de 2021, represando brevemente el río antes de ser desbordado y arrastrado por una gran inundación.
El Comité de Operaciones de Emergencia de Sucumbíos restringió el acceso al área cuando el Ministerio de Medio Ambiente de Ecuador comenzó a investigar el incidente. La erosión pronto amenazó la infraestructura crítica río arriba. El 7 de abril de 2020, el hundimiento del cauce del río rompió oleoductos pertenecientes al Sistema de Oleoducto Transecuatoriano, Crudos Pesados Oil y Poliducto Shushufindi-Quito. Unos 15.000 barriles de petróleo crudo se derramaron en el río Coca y pronto entraron en el río Napo. Se detectó petróleo aguas abajo hasta Cabo Pantoja, Perú. El derrame de petróleo afectó a más de cien comunidades principalmente indígenas, muchas de las cuales dependen económicamente de la pesca. El 30 de abril se presentó una demanda reclamando daños y perjuicios a las petroleras. En agosto, se habían construido circunvalaciones para alejar los oleoductos del río, mientras que las comunidades río abajo seguían expresando preocupación por la velocidad de las medidas correctivas. En diciembre de 2021, el Cuerpo de Ingenieros del Ejército de los Estados Unidos y la Corporación Eléctrica del Ecuador (CELEC) firmaron un memorándum de entendimiento para estudiar opciones para mitigar la erosión y proteger la infraestructura aguas arriba, particularmente la presa Coca Codo Sinclair, que podría dañarse o destruirse si la erosión hacia arriba llega a ese punto.
Grandes olas de sedimentos desatadas por el colapso han cambiado drásticamente el curso inferior del río Coca. Se movilizaron alrededor de 250 millones de toneladas (Mt) de sedimento en el primer año después del colapso, y a principios de 2023, tres años después, esta cantidad había aumentado a 500 Mt. El volumen de sedimento de tres años es comparable a la cantidad total transportada en 43 años después de la erupción del monte Santa Helena de 1980. A partir de 2023, una agradación masiva enterró el antiguo lecho del río río abajo, con sedimentos acumulándose hasta 40 metros (131,2 pies) en un punto 2 kilómetros (1,2 mi) debajo de la antigua cascada. A la salida de la central hidroeléctrica Coca Codo, 44,5 kilómetros (27,7 mi) aguas abajo, el lecho del río se ha elevado 1 a 2 metros (3,3 a 6,6 pies), que amenaza con limitar la cantidad de agua que puede pasar a través de la central eléctrica y, por tanto, su producción eléctrica. Esto se ha mitigado hasta ahora mediante el dragado, pero aún no se ha determinado una solución a largo plazo. Se han reportado inundaciones e impactos en la calidad del agua relacionados con el colapso en el Puerto Francisco de Orellana, 90 kilómetros (55,9 mi) aguas abajo de las cataratas.
A principios de 2023, la erosión había avanzado 11,3 kilómetros (7 mi) aguas arriba de la ubicación original de la cascada. Unas 287 hectáreas (709,2 acre) de terrenos ribereños se han derrumbado y al menos tres puentes han sido destruidos. Se espera que la erosión continúe durante otros 28 kilómetros (17,4 mi) antes de que el río alcance una pendiente estable, que sería más que suficiente para llegar a la presa Coca Codo Sinclair, a menos que el río encuentre una capa de roca más dura antes de ese punto. La erosión hacia arriba también ha comenzado a afectar afluentes, particularmente el Río Malo, que se une al Coca a unos 10 kilómetros (6,2 mi) aguas arriba de la antigua cascada.

## Investigación
Si bien todas las cascadas experimentan erosión hacia arriba, muchos investigadores y grupos han sugerido que la presa Coca Codo Sinclair puede haber aumentado el efecto de la erosión en las cataratas, provocando que colapsen antes que por fuerzas geológicas naturales únicamente. Emilio Cobo, líder del Programa de Agua de América del Sur de la UICN, conjeturó que la presa aceleró el colapso al atrapar sedimentos río arriba, privando al río de sedimentos y aumentando su fuerza erosiva. La Escuela Politécnica Nacional del Ecuador había estudiado los impactos de la presa tras su construcción, estimando que la erosión del río aumentó en un 42 por ciento como resultado de la operación de la presa.
Según Alfredo Carrasco, geólogo del estado ecuatoriano, el colapso de la cascada probablemente no se vio afectado significativamente por la construcción de una represa, pero la rápida erosión del lecho del río que siguió empeoró con la represa. Después del colapso, Carrasco había expresado preocupación por el impacto potencial en infraestructura como puentes y oleoductos, pero no se tomaron medidas correctivas antes de que esa infraestructura fuera socavada y destruida. La geóloga Carolina Bernal afirmó: «Tenía dudas de que la planta de Coca Codo Sinclair influyó en lo que pasó con la cascada de San Rafael [el 2 de febrero], pero ahora, al ver la agresividad del fenómeno, se puede vincular con el manejo de sedimentos del proyecto. Las centrales hidroeléctricas deben planificarse con mucho cuidado».